# Balle rapide

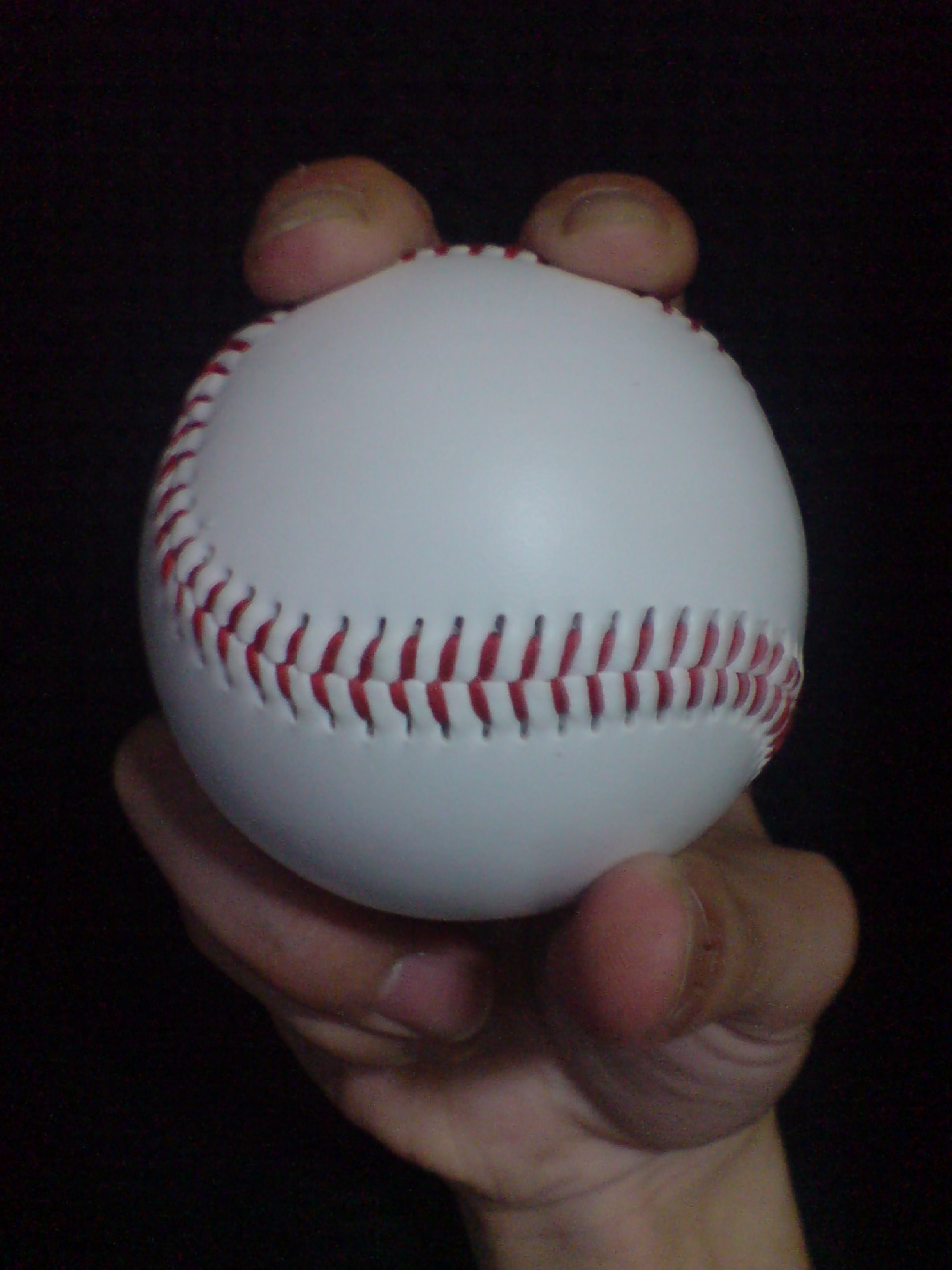
Une prise de balle rapide 4 coutures

Une balle rapide (en anglais, fastball) est un type de lancer au baseball. Il est celui le plus couramment utilisé par un lanceur.
Premier lancer enseigné, il est considéré comme le plus rapide (certains lanceurs sont capables de propulser leurs balles rapides à plus de 168 km/h). Il demande de la souplesse, du rythme et une bonne technique.

## Description
Un bon lanceur doit prendre de vitesse le frappeur pour le vaincre.
Pour y arriver, il faut: 
- une action du corps et des jambes efficaces ;
- une bonne poussée de la jambe pivot ;
- un fouetté rapide du coude, du poignet et des doigts ;
- un suivi réussi.

### Positionnement de la balle
La balle doit se tenir en travers des coutures, vers le bout des doigts et non dans le creux de la main. La prise initiale est formée par le pouce, l'index et le majeur. Elle doit être ferme sans être serrée.

### Le lancer
La balle est lancée par-dessus la tête en direction de la plaque. Elle est lâchée par les doigts qui font un mouvement sec vers le bas. En général, les balles rapides ont un effet de trajectoire assez minime. La balle rapide a une rotation du bas vers le haut, vers le batteur, à l'inverse de la balle courbe, qui lui confère sa trajectoire, et qui optimise sa vitesse. 

## Types de balle rapide
On distingue plusieurs types de balles rapides : la balle rapide à quatre coutures (four-seam fastball), la balle rapide à deux coutures (two-seam fastball) ainsi que la balle fronde (split-finger fastball), la liste n'étant pas exhaustive.